# Luise Ulrike von Hessen-Homburg
Louise Ulrike  von Hessen-Homburg (* 26. Oktober 1772 in Homburg; † 18. September 1854 in Rudolstadt) war eine Prinzessin von Hessen-Homburg und durch Heirat Prinzessin von Schwarzburg-Rudolstadt.

## Leben
Luise Ulrike war eine Tochter des Landgrafen Friedrich V. von Hessen-Homburg (1748–1820) aus dessen Ehe mit Karoline von Hessen-Darmstadt, Tochter des Landgrafen Ludwig IX. von Hessen-Darmstadt. Luise Ulrike wurde gemeinsam mit ihrer Schwester Karoline erzogen. Sie heiratete am 19. Juni 1793 in Homburg Prinz Carl Günther von Schwarzburg-Rudolstadt (1771–1825), den jüngeren Bruder des Fürsten Ludwig Friedrich II.
Zusammen mit ihren Schwestern Karoline und Marianne trug sie dazu bei, dass Hessen-Homburg auf dem Wiener Kongress als souveräner Staat etabliert wurde. Ihr Sohn Wilhelm wurde beim Dresdner Maiaufstand getötet.

## Nachkommen
- Friedrich (*/† 1798)
- Ludwig Heinrich Theodor (*/† 1800)
- Franz Friedrich Karl Adolf, kaiserlicher Feldmarschallleutnant, (1801–1875)

⚭ 1847 Prinzessin Mathilde von Schönburg-Waldenburg (1826–1914)
- Karoline Auguste Luise Amalie (1804–1829)

⚭ 1825 Prinz Georg von Anhalt-Dessau (1796–1865)
- Wilhelm Friedrich (1806–1849)
- Karoline Irene Marie (1809–1833)

⚭ (1827) Fürst Günther Friedrich Carl II. von Schwarzburg-Sondershausen (1801–1889)